# يان بيج
يان بيج (بالإنجليزية: Ian Page)‏ هو مغني بريطاني، ولد في 1960 في لندن في المملكة المتحدة.

## وصلات خارجية
- يان بيج على موقع ميوزك برينز (الإنجليزية)